# Schiras (Verwaltungsbezirk)
Schiras (persisch شهرستان شیراز) ist ein Schahrestan in der Provinz Fars im Iran. Er enthält die Stadt Schiras, welche die Hauptstadt des Verwaltungsbezirks ist. 

## Kreise
- Zentral (بخش مرکزی)
- Arzhan (بخش ارژن)
- Zarqan (بخش زرقان)

## Demografie
Bei der Volkszählung 2016 betrug die Einwohnerzahl des Schahrestan 1.869.001. Die Alphabetisierung lag bei 93 Prozent der Bevölkerung. Knapp 92 Prozent der Bevölkerung lebten in urbanen Regionen.
| Zensusjahr | Einwohnerzahl |
| ---------- | ------------- |
| 2011       | 1.700.687     |
| 2016       | 1.869.001     |